# Kapısuyu, Samandağ
Kapısuyu là một xã thuộc huyện Samandağ, tỉnh Hatay, Thổ Nhĩ Kỳ. Dân số thời điểm năm 2011 là 1.773 người.